# Schmalkaldeni szövetség

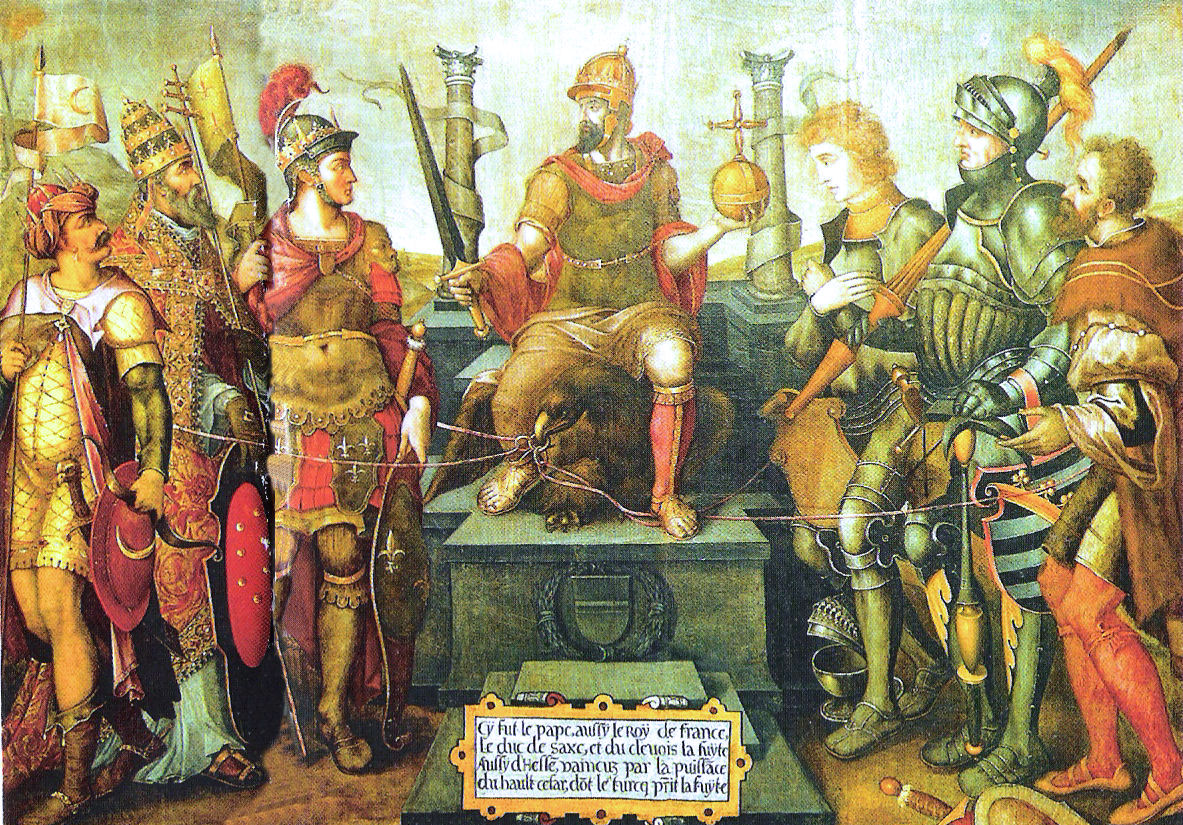
A Német-római Birodalom allegóriája V. Károllyal

A schmalkaldeni szövetség a Német-római Birodalomban 1531. február. 27-én megalakult katonai, politikai és vallási szövetség volt. Kilenc protestáns német fejedelem és tizenegy szabad birodalmi város hozta létre V. Károly császár ellen.

## Résztvevők

### Alapítók
|  | terület                                                                                           |  | városok                                                           |
|  | ------------------------------------------------------------------------------------------------- |  | ----------------------------------------------------------------- |
|  | Hessen Szászország Braunschweig-Lüneburg Mansfeld Anhalt-Bernburg Braunschweig-Grubenhagen Erbach |  | Strassburg Ulm Konstanz Reutlingen Memmingen Lindau Biberach Isny |
|  |                                                                                                   |  |                                                                   |
|  | alsószász város                                                                                   |  | Hanza város                                                       |
|  | Magdeburg                                                                                         |  | Bréma Lübeck (1536-ig)                                            |

### Később csatlakozók
|  | terület |  | szabad város |
|  | --- |  | --- |
|  | Anhalt-Dessau (1536) Fürstentum Anhalt-Zerbst (1536) Pommern-Stettin (1536) Pommern-Wolgast (1536) Brandenburg-Küstrin (1538) Rochlitz Nassau-Saarbrücken (1537) Nassau-Weilburg (1537) Schwarzburg-Arnstadt Tecklenburg (1538) Württemberg (1536) Braunschweig-Wolfenbüttel (1542) Szász Hercegség (1537–1541) |  | Esslingen (1531/32) Nordhausen (1532) Frankfurt am Main (1536) Augsburg (1536) Kempten (1536) Heilbronn (1538) Svábföld (1538) Dinkelsbühl (1546) Bopfingen (1546) |
|  | |  | |
|  | szász városok |  | Hanza városok |
|  | Einbeck (1531/32) Goslar (1531/32) Braunschweig (1531/32) Hannover (1536) Göttingen (1531) Hildesheim (1543) Osnabrück (1544) |  | Hamburg (1536) Minden (1536) |

## Története
1530-ban az augsburgi birodalmi gyűlés elutasította az ágostai hitvallást. Decembertől V. Károly társuralkodóvá emelte maga mellé öccsét, Ferdinándot, beszüntette Buda ostromát, hogy szembe tudjon nézni a schmalkaldeni szövetséggel.
A schmalkaldeni szövetség 1532-ben Franciaországot is bevonta a császárellenes ligába. Ezzel a Német-római Birodalom nehéz helyzetbe került, hiszen nyugaton a franciákkal, délkeleten a törökökkel, az országon belül pedig a protestáns fejedelmekkel kellett szembenézni.
1536-ban Luther Márton az ágostai hitvallástól eltérő hitvallást szerkesztett (schmalkaldeni cikkelyek), amelyet a következő évben a mantovai zsinaton szándékozott a protestantizmus védelmében felhasználni. A schmalkaldeni szövetség 1537-es második gyűlése azonban nem fogadta el ezeket. A katolikus válaszlépés a Szent Liga megalapítása volt 1538-ban.
1541-ben I. Fülöp hesseni tartománygróf és Móric szász választófejedelem is átállt a császári oldalra, miután III. Pál kiátkozta Fülöpöt és I. János Frigyest.
Az 1545-ben kezdődő tridenti zsinaton a schmalkaldeni szövetség képviselői nem jelentek meg. A szövetség olyan belső problémát jelentett V. Károlynak, hogy 1545. november 15-én 15 éves fegyverszüneti egyezményt kötött I. Szulejmánnal, így a keleti veszély elhárításával 1546-ban megkezdődött a schmalkaldeni háború, amelyet III. Pál és Bajorország mellett egyes protestáns fejedelmek is támogattak. 1546 decemberében a császári seregek elől a szövetség hadserege kardcsapás nélkül futott meg.
A háború két külön szakaszra osztható. Az első szakasza a birodalom déli részén folyt, és habár nagyobb összecsapásra nem került sor, Károly helyzete nem volt biztató: a protestáns csapatok még együtt voltak a tehetséges Sebastian Schärtlin von Burtenbach főhadparancsnok vezetése alatt. A szövetségen belüli problémák azonban kezdtek kiütközni: a burtenbachi parancsnok egyre inkább háttérbe szorult a tapasztalatlan János Frigyessel szemben, aki nem tudta ebben a sikeresebb első szakaszban a döntő ütközetet kivívni, sem a kezdeményezést megragadni. Vele szemben a 16. század egyik legtehetségesebb katonai parancsnoka, Alvarez de Toledo, Alba hercege állott. Másrészt a szövetség kezdett széthúzni, nem volt olyan vezetőjük vagy szervük, mint amit a másik oldalon a császár személye testesített meg, aki korlátlan úr volt a hadi és diplomáciai ügyek terén. Egyre nyilvánvalóbbá volt a szövetség pénzügyi és politikai válsága.
A második szakaszban a front északra tolódott: Ferdinánd – többek között magyar huszárjaival – és Móric szász választófejedelem egyesült seregei támadták a szász választófejedelem birtokait, aki erre földjei védelmére rendelte a szövetséges csapatok nagy részét. Ez végzetes stratégiai hibának bizonyult, hiszen a könnyen védhető déli várakat adta fel, amelyeket Károly és Alba herceg hamar elfoglaltak. A déli harctér mentesülése után a császári csapatok északra vonulhattak Ferdinánd és Móric megsegítésére, és így az erők összpontosításával már felülkerekedtek a császári csapatok a szétszórt és megoszlott szövetséges hadak felett.
1547. március 31-én meghalt I. Ferenc francia király, ezzel véget ért a francia–német háború, és V. Károly a nyugati hadszíntéren is mentesült a nyomás alól. Április 24-én a mühlbergi csatában a schmalkaldeni szövetség teljes vereséget szenvedett. Magdeburg és Bréma kivételével a schmalkaldeni szövetség tagjai hűségesküt tettek a császárnak. A Német-római Birodalom ezzel belső problémáit is felszámolta, ezért az 1547. június 19-én megkötött első drinápolyi békét meglehetősen erős felháborodás fogadta a birodalom keleti részein és Magyarországon.
V. Károly az egyetemes zsinat folytatásáig átmeneti hitvallási formulát szerkesztetett (augsburgi interim). A protestánsok és katolikusok közötti viszályokat végül a Ferdinánd által tető alá hozott 1555-ös augsburgi vallásbéke rendezte. Ehhez hozzájárult, hogy Szász Móric 1552-ben ismét tábort váltott, és tárgyalásokat kezdeményezett V. Károllyal.

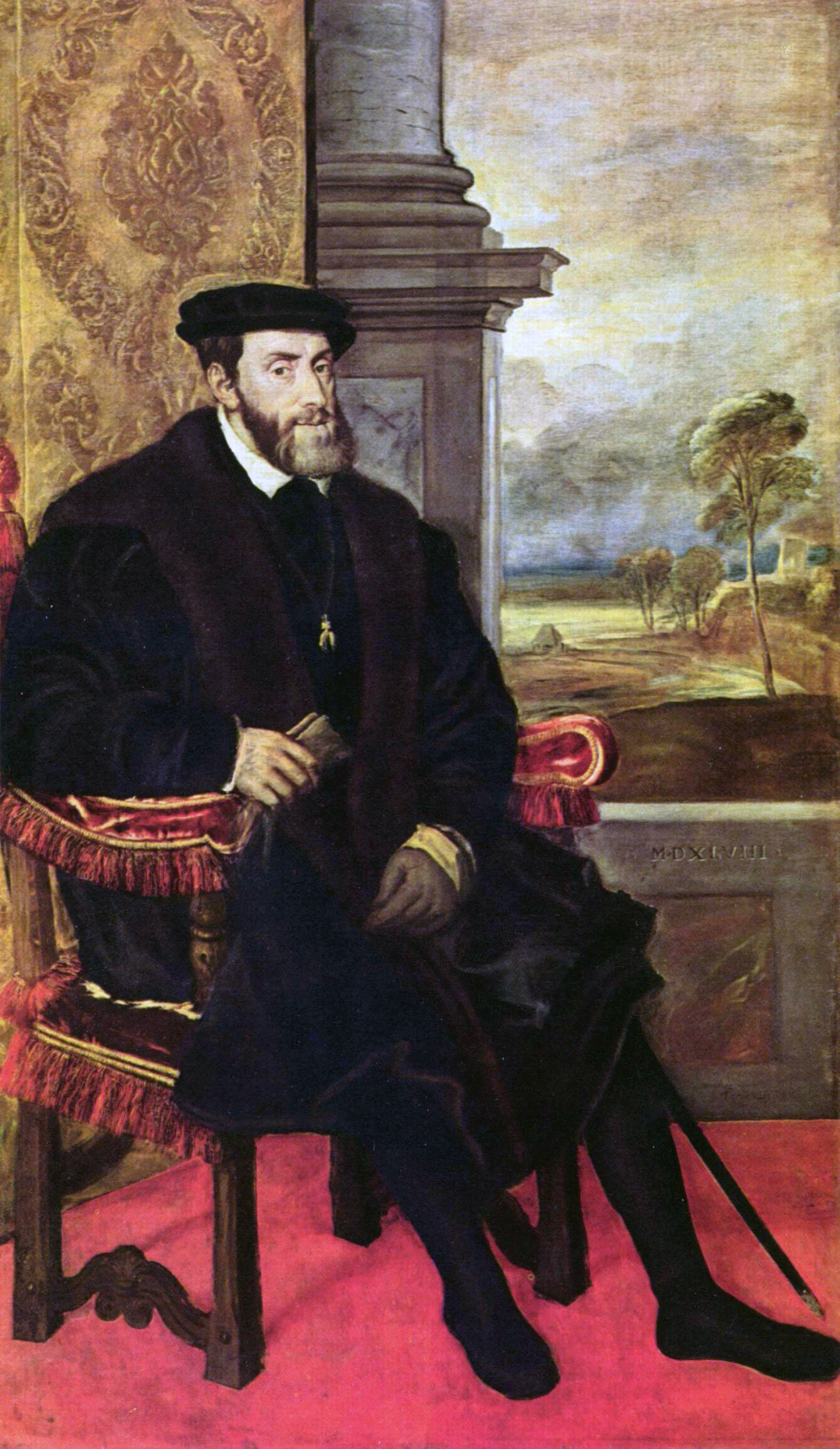
V. Károly
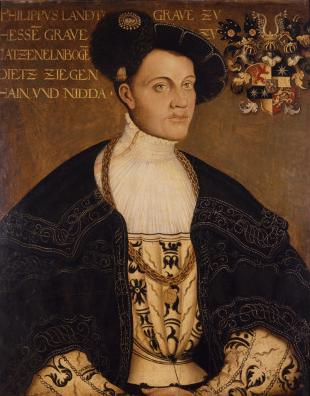
I. Fülöp hesseni tartománygróf
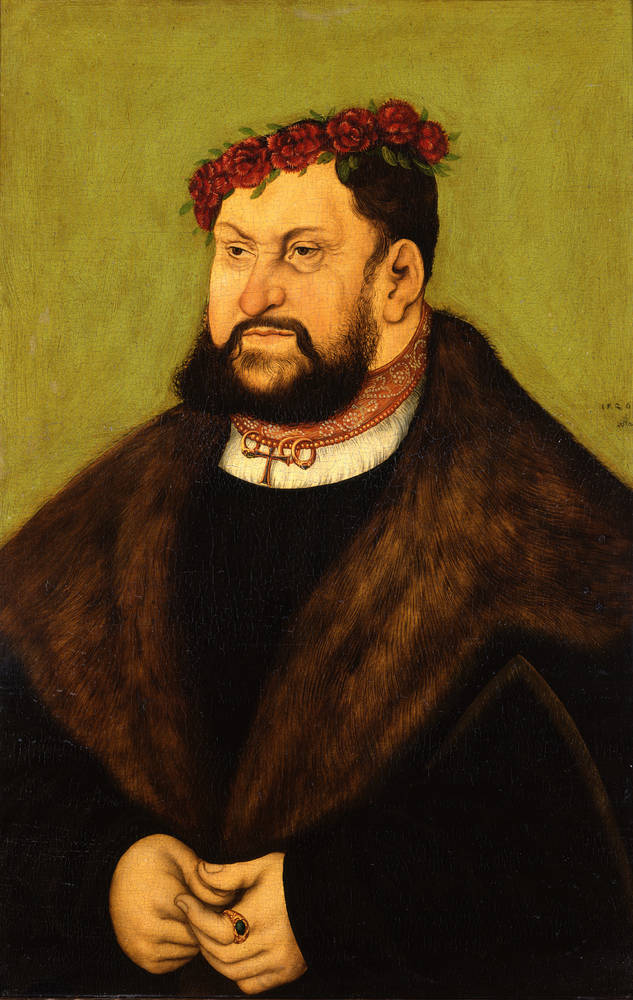
I. János Fülöp szász herceg
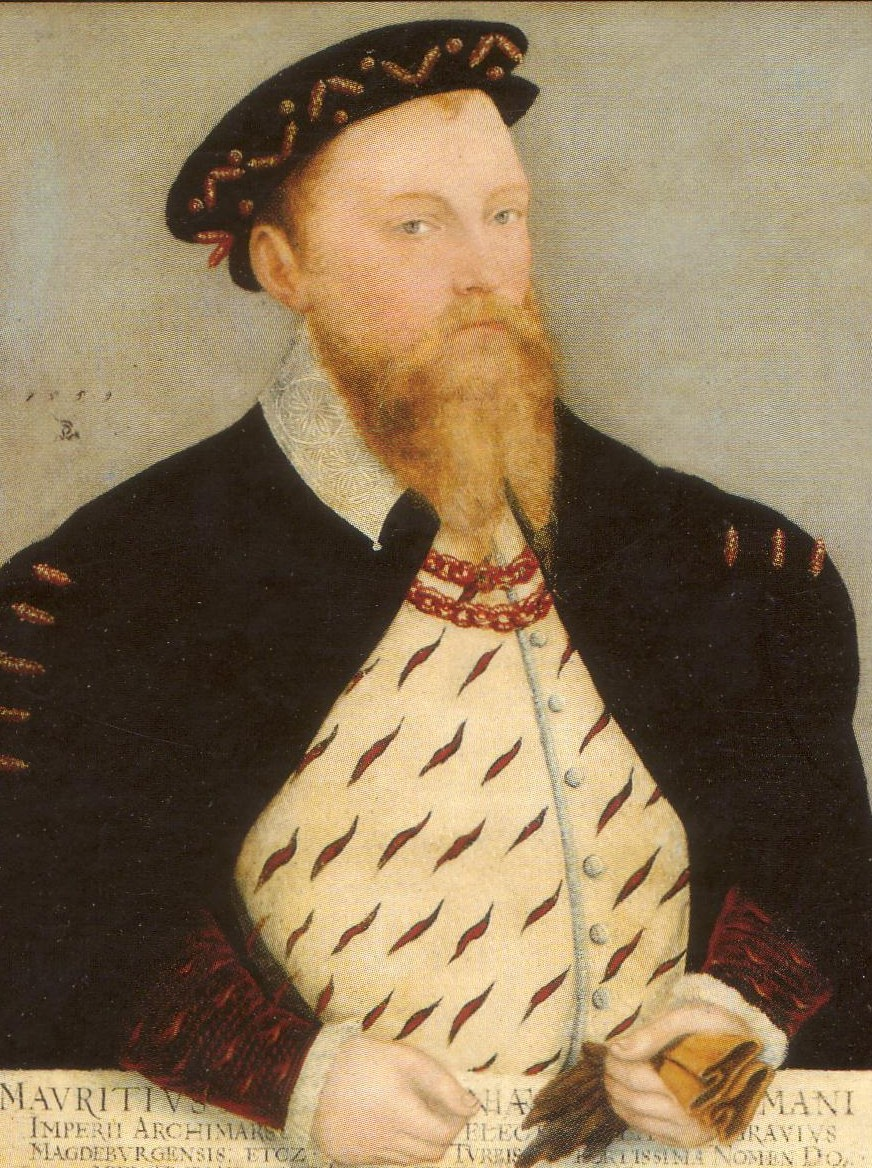
Szász Móric